# Paralejurus
Paralejurus és un gènere de trilobits que van viure a Àfrica i Europa entre el Silurià superior i el Devonià mitjà. Els animals d'aquest gènere solen presentar un exoesquelet curvilini i el cèfalon llis. Els ulls compostos presenten forma de mitja lluna i el tòrax consisteix en deu segments més petits i un lòbul axial significativament ample i curvilini (raquis). El pigidi és força ample i petit.

Esquema de Paralejurus brongniarti
Esquema de Paralejurus